# 1025 (numero)
Milleventicinque (1025) è il numero naturale dopo il 1024 e prima del 1026.

## Proprietà matematiche
- È un numero dispari.
- È un numero composto da 6 divisori: 1, 5, 25, 41, 205, 1025. Poiché la somma dei suoi divisori (escluso il numero stesso) è 277 < 1025, è un numero difettivo.
- È un numero nontotiente in quanto dispari e diverso da 1.
- È un numero di Ulam.
- È un numero malvagio.
- È un numero congruente.
- È parte delle terne pitagoriche (64, 1023, 1025) , (225, 1000, 1025) , (287, 984, 1025) , (420, 935, 1025) , (496, 897, 1025) , (528, 1025, 1153) , (615, 820, 1025) , (665, 780, 1025) , (225, 1000, 1025) , (1025, 2460, 2665) , (1025, 4140, 4265) , (1025, 12792, 12833) , (1025, 21000, 21025) , (1025, 105060, 105065) , (1025, 525312, 525313).

## Astronomia
- 1025 Riema è un asteroide della fascia principale del sistema solare.
- NGC 1025 è una galassia situata nella costellazione dell'Orologio.
- IC 1025 è una galassia situata nella costellazione della Vergine.

## Astronautica
- Cosmos 1025 è un satellite artificiale russo.